# Ochamchira
Ochamchire (en georgiano: ოჩამჩირე; en abjasio: Очамчыра, romanizado: Ochamchyra; en ruso: Очамчира, romanizado: Ochamchira) es una ciudad que pertenece a la parcialmente reconocida República de Abjasia, centro del distrito de Ochamchira, aunque de iure es la capital del municipio de Ochamchire de la República Autónoma de Abjasia de Georgia.

## Geografía
La ciudad se encuentra en la ribera izquierda del río Galidzga en su desembocadura en el mar Negro. Se encuentra a 53 km al sureste de Sujumi y a 351 km al noroeste de Tiflis. Limita con Merkula al noroeste y Beslajuba al noreste; y con Ilori al sur.

### Clima
El clima es subtropical húmedo, con inviernos suaves y veranos cálidos. La temperatura promedio del año es de 13.6 °C, siendo de 4.5 °C promedio en enero y de 23 °C en julio. La cantidad promedio de precipitaciones anuales es de 1552 mm.

## Historia
La antigua colonia griega de Gyenos (en griego: Γυένος) se supone ubicada en las cercanías de la ciudad, pero la identificación no se considera definitiva por las dudas sobre la ubicación actual y la mala conservación del sitio arqueológico en sí mismo. La evidencia arqueológica demuestra la influencia de la cultura griega, si no necesariamente el asentamiento griego a partir del siglo VI a. C.
Ochamchire se desarrolló como ciudad a partir de una pequeña colonia marítima, dentro del Principado de Mingrelia hasta principios del siglo XVIII. Aprovechando la debilidad del principado, Sorek Shervashidze (representante de la familia Shervashidze en Abjasia) y tomó posesión del territorio de Mingrelia hasta el río Galidzga (casi todo el actual distrito de Ochamchira) y posteriormente hasta el río Inguri. Un avance mayor por todo Mingrelia fue evitado por el apoyo de Reino de Imereti a la familia Dadiani. Miguel Shervashidze, príncipe de Abjasia, tenía aquí una de sus residencias ya que su coto de caza sólo se encontraba a 3 horas de distancia. Este municipio fue escenario de batalla en 1877, durante la Guerra ruso-turca entre fuerzas rusas y turco-abjasias.
El 20 de noviembre de 1926 Ochamchire recibió su estatus de ciudad. Durante la guerra de Abjasia, Ochamchire sufrió graves daños (muchos que hoy en día todavía no han sido reparados).
De acuerdo con la agencia de noticias ITAR-TASS, Rusia planeaba construir una nueva base naval para su flota del Mar Negro (actualmente con base en Sebastopol) en Ochamchira en 2009.La invasión rusa de Ucrania y los ataques a la flota rusa en Crimea dieron un nuevo impulso a esos planes en octubre de 2023. Después de que Aslan Bzhania se reuniera con Vladímir Putin en Moscú en octubre de 2023, dijo al periódico Isvestiya que se había firmado un tratado sobre el establecimiento de una base naval de Ochamchire. Como la ciudad se encuentra teóricamente en la neutral Georgia, estaría a salvo de los ataques ucranianos.

## Demografía
El sacerdote católico italiano Arcangelo Lamberti apareció en la Mingrelia del siglo XVII, durante el reinado de León II Dadiani. Aunque Lamberti dedicó su trabajo a Mingrelia, donde realizó su servicio misionero en nombre del Papa Urbano VIII, simultáneamente reporta información sobre algunos pueblos vecinos de Mingrelia, esto es lo que él escribe sobre la frontera étnica de megrelianos y abjasios de mediados del siglo XVII:
“Finalmente, completando su caracterización de los ríos de Colchis, vuelve a llamar nuestra atención sobre el Kodor, pero ya como un río étnicamente fronterizo. "El último de todos los ríos Koddors / Kodor /; debería ser Korache, porque toda Colchis está situada entre Phasis y Korax, y así como Phasis separa a Mingrelia de Guria, así Korax la separa de Abjasia, y así como Phasis la separa el idioma mingreliano es reemplazado inmediatamente por el georgiano, por lo que después de Korax es reemplazado por el abjasio, de ahí que quede claro que el Kodor de los mingrelianos es el antiguo Korax”
La evolución demográfica de Ochamchire entre 1926 y 2019 fue la siguiente:
| 3419                                                | 11 684 | 16 500 | 18 718 | 17 810 | 20 078 | 4702 | 5280 | 5297 | 5271 | 5289 | 5293 | 5276 |
| (Fuente: Population of Abkhazia since Soviet times) |        |        |        |        |        |      |      |      |      |      |      |      |

Ochamchire llegó a un máximo de población en 1989, con más de 20 000 personas viviendo en la ciudad. Sin embargo, después de la guerra de Abjasia se produjo un gran descenso poblacional debido a la limpieza étnica de georgianos en la ciudad y en Abjasia (pasando más de 10 000 a poco más de 500). La mayoría de los desplazados que fueron afectados por el conflicto, no han regresado aún a la ciudad.
|              | 1979      | 1979       | 2011      | 2011       |
| Grupo étnico | Población | Porcentaje | Población | Porcentaje |
| ------------ | --------- | ---------- | --------- | ---------- |
| Georgianos   | 10 884    | 58,2 %     | 548       | 10,4 %     |
| Abjasios     | 3504      | 18,2 %     | 3840      | 72,7 %     |
| Rusos        | 2749      | 14,7 %     | 526       | 10 %       |
| Ucranianos   | 385       | 2,2 %      | 28        | 0,5 %      |
| Armenios     | 618       | 3,3 %      | 164       | 3,1 %      |
| Griegos      | 122       | 0,7 %      | 38        | 0,7 %      |
| Total        | 18 700    | 100 %      | 5280      | 100 %      |

## Economía
La base de los ingresos son los fondos recibidos de la industria del turismo. En 2008, las tropas ferroviarias de la Federación Rusa restauraron una sección de la línea férrea Sujumi-Ochamchire; sin embargo, la estación de tren y el depósito de la estación se encuentran en un estado ruinoso. La fábrica de piensos Ochamchira, una panadería, una base de producción de estructuras de ventanas, una planta de extracción de aceite y dos fábricas de envasado de té también se encuentran en estado de abandono y parcialmente destruidas. 
Actualmente en la ciudad hay un mercado, una serie de tiendas minoristas y una sucursal de la Caja de Ahorros de Abjasia.
Desde 2009, RN-Shelf Abjazia, una subsidiaria de OAO NK Rosneft, se dedica a la exploración de petróleo en la plataforma en el distrito de Ochamchira. Las reservas preliminares de hidrocarburos se estiman en 200 millones a 500 millones de toneladas. En el puerto de Ochamchira se realizaron trabajos de dragado de fondo, que permite recibir naves con un desplazamiento de hasta 10 000 toneladas. El ramal Ochamchira-Tkvarcheli (línea de vía única electrificada) de la línea principal del ferrocarril de Abjasia (Sochi-Sujumi-Samtredia) se acerca al puerto y se utiliza para entregar carbón exportado desde Tkvarcheli al puerto.

## Personas importantes
- Vitaly Daraselia (1957-1982): futbolista soviético georgiano de origen abjasio, jugador en toda su carrera en el SK Dinamo Tiflis.

## Galería

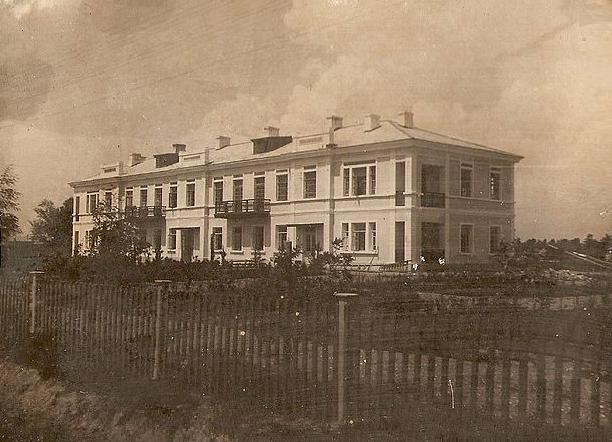
Ochamchire en 1935
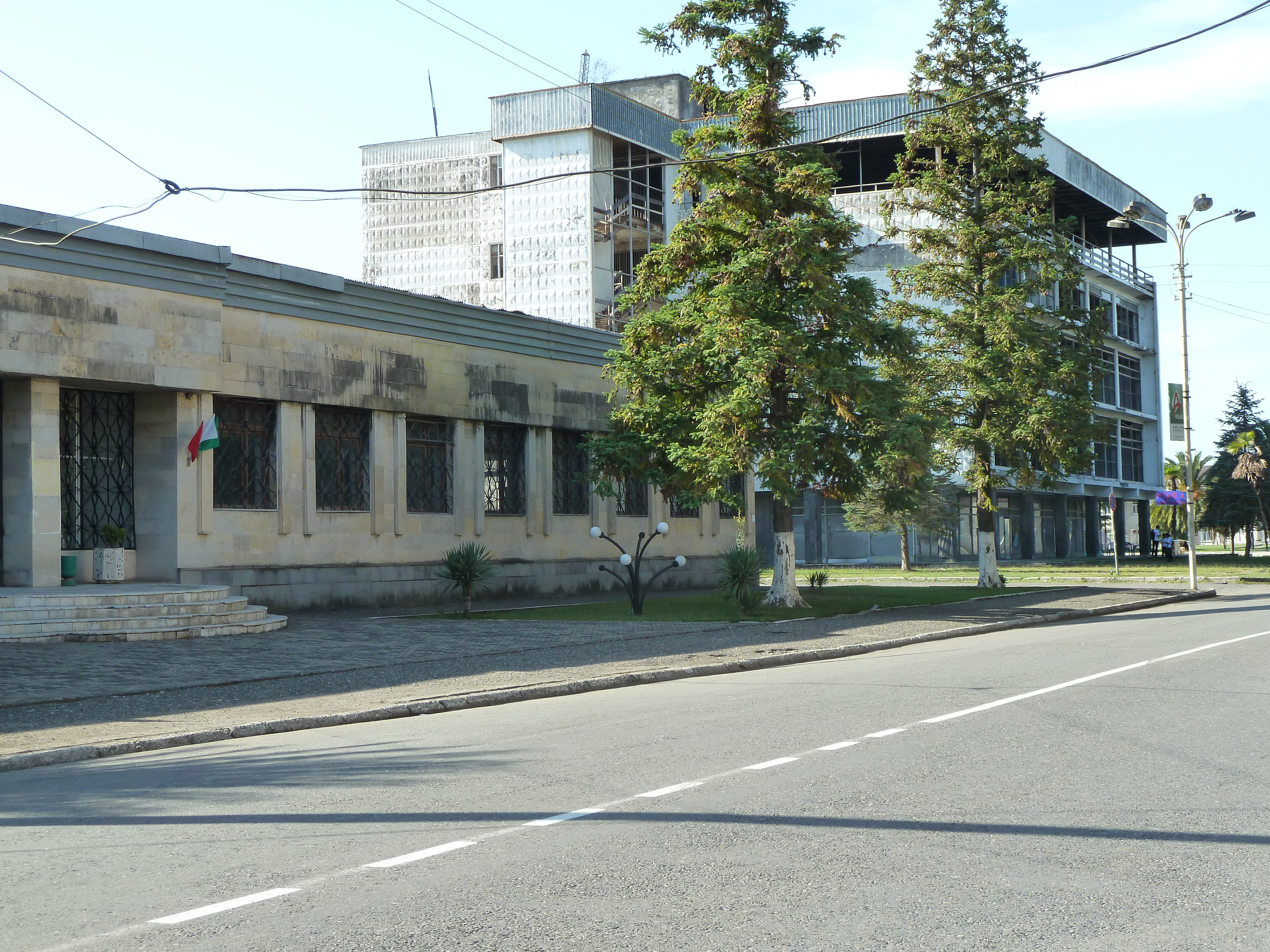
Edificio abandonado en Ochamchire
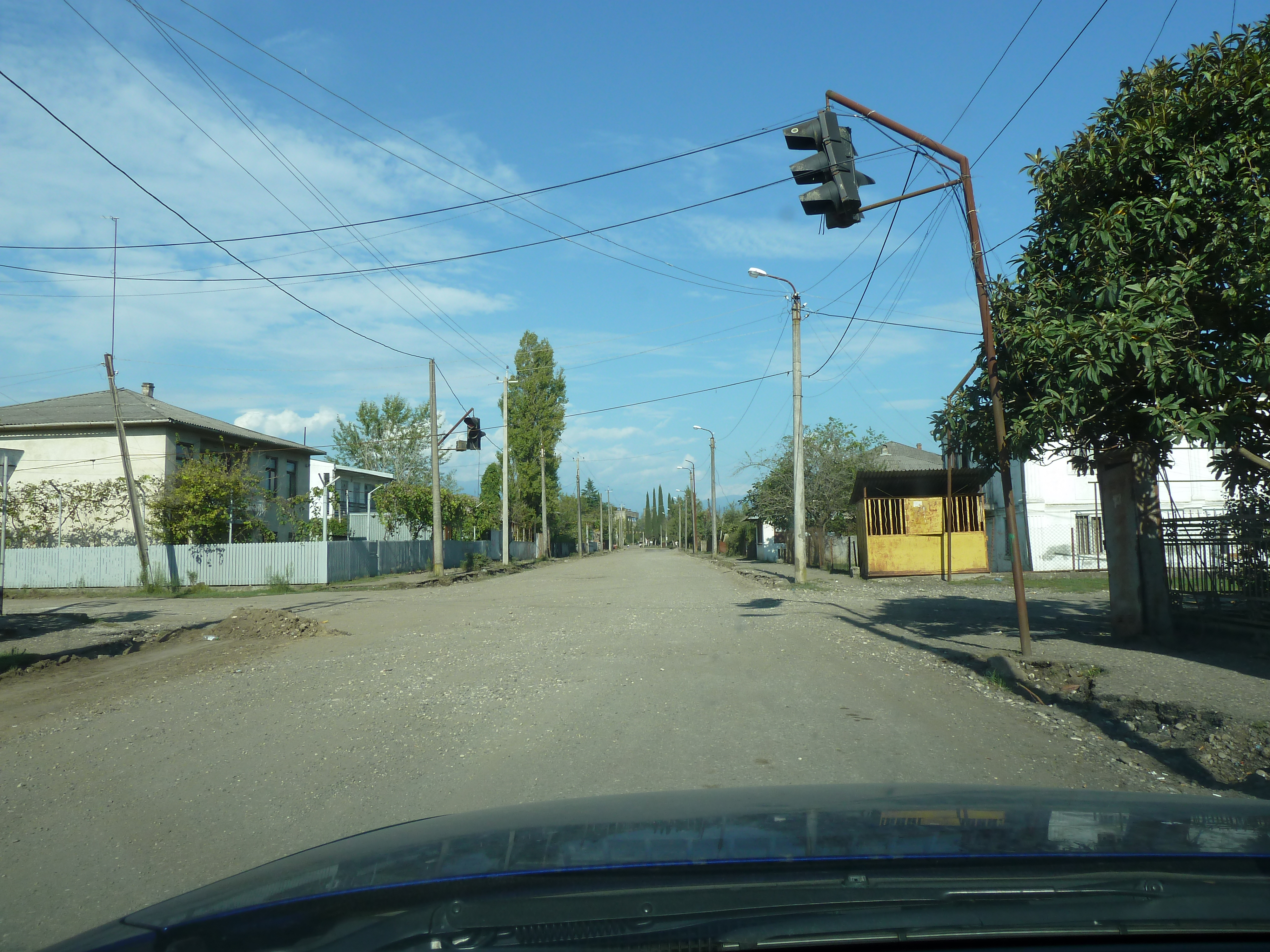
Calles en Ochamchire
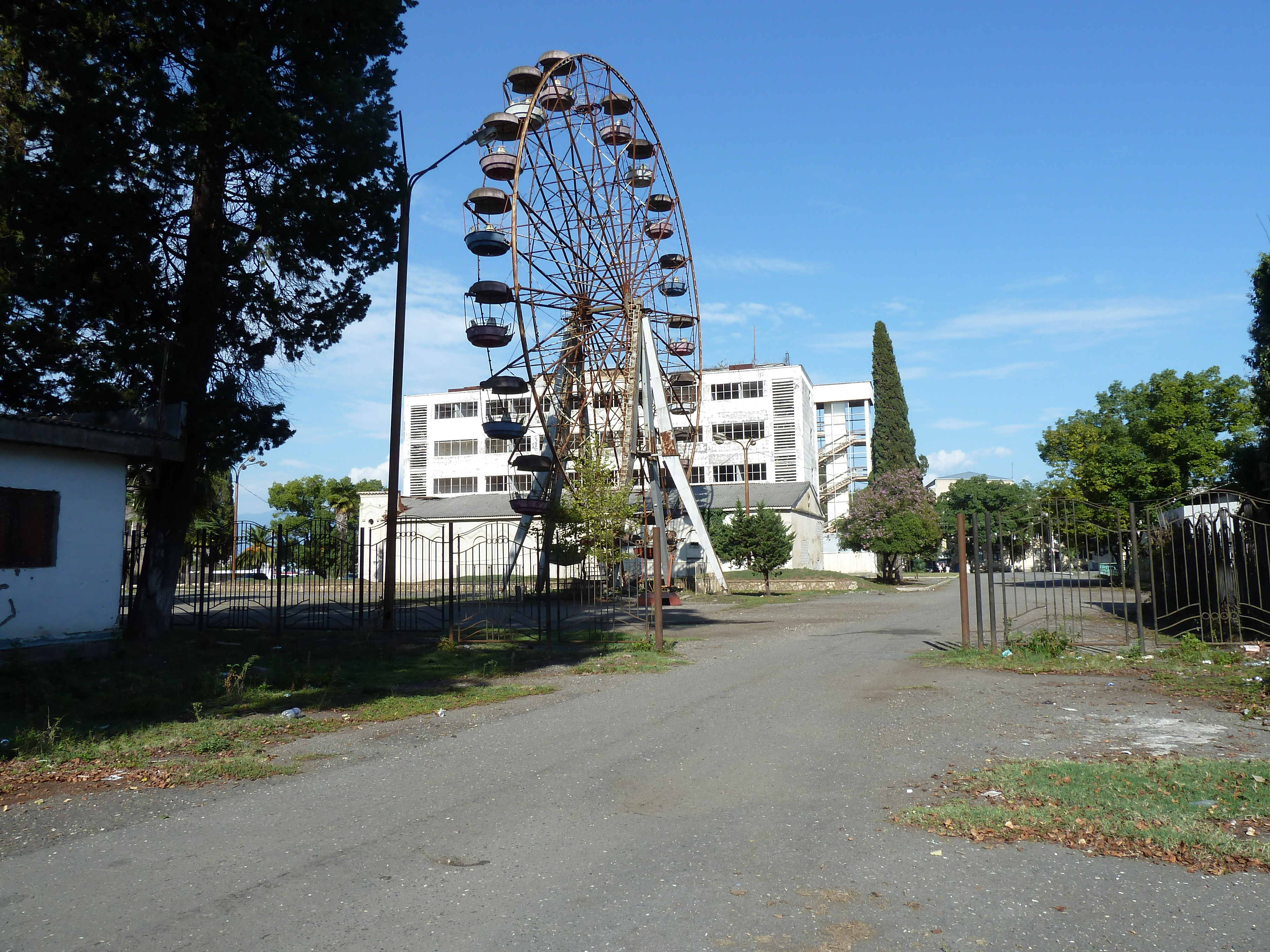
Antigua noria

## Ciudades hermanadas
Ochamchire está hermanada con las siguientes ciudades:
- Kostromá y Vídnoye, Rusia.
- Bender, Transnistria,[15] Moldavia.